# Yvesia madagascariensis
Yvesia madagascariensis är en gräsart som beskrevs av Aimée Antoinette Camus. Yvesia madagascariensis ingår i släktet Yvesia och familjen gräs. Inga underarter finns listade i Catalogue of Life.